# Septentrinna
Septentrinna es un género de arañas araneomorfas de la familia Corinnidae. Se encuentra en América.

## Lista de especies
Según The World Spider Catalog 12.0:
- Septentrinna bicalcarata (Simon, 1896)
- Septentrinna paradoxa (F. O. Pickard-Cambridge, 1899)
- Septentrinna potosi Bonaldo, 2000
- Septentrinna retusa (F. O. Pickard-Cambridge, 1899)
- Septentrinna steckleri (Gertsch, 1936)
- Septentrinna yucatan Bonaldo, 2000